# Neolophonotus dysmicus
Neolophonotus dysmicus är en tvåvingeart som beskrevs av Jason Gilbert Hayden Londt 1988. Neolophonotus dysmicus ingår i släktet Neolophonotus och familjen rovflugor. Inga underarter finns listade i Catalogue of Life.